# ロシア後の自由な民族フォーラム
ロシア後の自由な民族フォーラム (ロシアごのじゆうなみんぞくフォーラム、ロシア語: Форум свободных народов ПостРоссии, tr. Forum svobodnykh narodov PostRossii) はイリヤ・ポノマリョフをはじめとするロシアの反政府活動家や、地域主義者、分離主義者ら、西側諸国の支持者によって設立されたロシアの崩壊を主張する外国での会議である。
フォーラムによれば、ロシアの脱植民地主義や脱中央集権（地方分権）、非プーチン化、非ナチ化、非武装化を唱えて活動している。
2023年3月17日に、フォーラムはロシア政府によってロシアにとって望ましくない団体に指定された。

## 歴史

### 第1回
第一回のフォーラムは2022年5月8日と9日、すなわちヨーロッパ戦勝記念日にポーランドのワルシャワで開かれた。フォーラムにはロシアの元国家会議議員のイリヤ・ポノマリョフやバシコルトスタン、チェチェン、シベリアなどの地域主義者や分離主義者も参加した。。第一回フォーラムでは、ロシアの反政府派である自由ロシアフォーラムへの批判もあり、その中でジャーナリストのヴァディム・シュテパは自由ロシアフォーラムが中央集権的思考に囚われていると主張した。また、フォーラムにはベラルーシの政治家のパベル・ラトゥシコや欧州議会議員で元ポーランド外相のアンナ・フォティガ、元ウクライナ外相のパブロ・クリムキン、元アメリカ合衆国国防長官のクリストファー・ C・ミラーも参加している。
フォーラムの参加者はロシアの解体を強く求め、ロシア政府がウクライナとロシアの両方でロシア民族以外に対して公然と言語的、民族的、集団的なジェノサイドが行われていると主張した。

### 第2回
第2回のフォーラムは2022年7月22日から24日にかけてチェコのプラハで開かれた。この場では、ロシアに自国がテロ国家であると宣言することや脱植民地化を勧告している。また、フォーラムではロシアを34の国家に分割した地図を公開した。

ロシア後の自由な民族フォーラムが公開したロシアの地図

### 第3回
第3回のフォーラムは2022年9月23日から25日にかけてポーランドのグダニスクで開かれた。 この回では、「現在のロシア西部の古く新しい国家におけるクレムリン帝国からの解放とヨーロッパ人の原郷への回帰」を焦点に話し合われ、「ロシア後の自由な民族フォーラム」の名称が定まった。

### 第4回
第4回のフォーラムは2022年12月7日から11日にかけてスウェーデンのヘルシングボリで開かれた。同じ12月には、ロシアの下院において、ロシアの領土的な統一性を否定することを刑罰の対象とするという内容が含まれる法律が採択された。

### 第5回
第5回のフォーラムは2023年1月31日に「帝政ロシア:征服、虐殺、植民地化。脱帝国化と脱植民地化の展望」をテーマにブリュッセルの欧州議会議事堂において開かれた。この回では、ロシアの5地域（ウラル、ケーニヒスベルク（カリーニングラード州）、イングリア（レニングラード州）、シベリア、クバーニ）の代表が集い、独立投票の準備を行うことを発表した。オンラインの住民投票は2月16日開始を予定していたが、2023年2月9日現在 ロスコムナゾールはロシア国内からの独立投票のウェブサイトへのアクセスをブロックしている。

### 第6回
第6回のフォーラムは2023年4月25日から28日にかけてワシントンD.C.のハドソン研究所とフィラデルフィアのフィラデルフィア市庁舎とニューヨークのウクライナ研究所で開かれ、「北ユーラシアの新しい未来:ロシア後の空間構造」をテーマに話し合われた。ロシア国内の分離主義者の他、各国のアナリストや政治家、外交官、専門家、科学者、その他の著名人が参加していた。特に、国際的、地域的な安全保障の新しい構造を創造を行う可能性についての議論がなされた。

### 第7回
第7回のフォーラムは2023年8月1日から2日にかけて東京で開催された。8月1日は衆議院議員会館、8月2日は都内の会議室において行われた。
主な参加者は以下の通り。イリヤ・ポノマリョフ、イナル・シェリプ（チェチェン・イチケリア共和国亡命政府外相)、岡部芳彦（神戸学院大学教授、8月1日のモデレーター）、廣瀬陽子（慶応義塾大学教授、8月1日にスピーチ）、アンドリー・グレンコ（国際政治学者、8月2日にスピーチ）、石井英俊（自由インド太平洋連盟副会長、8月1日のディスカッション、8月2日にスピーチ）、石井陽子（ランダムヨーコ）（YouTuber、8月2日のモデレーター）、アンドリー・ナザレンコ（8月1日の通訳）。また、8月1日には5名の国会議員が参加した。石橋林太郎衆議院議員、鈴木敦衆議院議員、鎌田さゆり衆議院議員、和田有一朗衆議院議員、鈴木庸介衆議院議員。
初日には「東京宣言」が採択された。内容は以下の通り：
私たち、現在ロシア領内に暮らす異なる民族の代表者たちと、日本の政治家および市民社会の代表者たちは、ここに以下のことを宣言する。
１．私たちは、ロシア連邦の脱植民地化と脱帝国化、そしてロシア領に暮らす全ての民族の解放にコミットしている。私たちはそのために互いに協力し、日本の政治家や市民社会と協力していく。
２．私たちは、日本との最終的な和平と占領されている北方領土の問題の即時解決を求める。それが実現することなくして、ロシアの帝国主義が敗北することは決してない。
３．これらの目的を達成し、ロシア後の領土が民主主義となり、隣国への脅威とならないようにするために、私たちは、「日本・自由ユーラシア調整センター（ＦＥＣＣＪ）」の設立に向けて努力していく。改革と民主化を支援したい人は誰でも、この国際組織に参加することができる。
8月7日、ロシア外務省は、ロシア後の自由な民族フォーラムが東京で開催されたことに対し、在ロシア日本大使館に断固抗議したと発表した。ロシア外務省は「日本政府が会合の場所を提供した」「同フォーラムは岸田文雄政権の同意なしに日本で受け入れられるはずはないことから、岸田政権はまさにこうすることで、テロリスト的レトリックとロシアに対する憎悪イデオロギーをあからさまに支援している事実を明確に示したと受け止めざるを得ない」「警告にもかかわらず、煽動が繰り返された場合、ロシアとの関係で日本の国益にとって最もデリケートな部分への報復措置があるものと、日本は覚悟すべきである」と、岸田文雄政権の同意なしに開催は不可能だと一方的に決め付けた上で「内政干渉と見なすほかない」と日本政府を批判した。日本大使館は「日本政府が関与して行われたものではなく、そのような抗議をされること自体受け入れられない」とロシア外務省に伝えたという。

### 第8回
第8回のフォーラムは2023年10月12日にロンドン、同14日にパリで開催された。日本からは、第7回フォーラムにも登壇した石井英俊（自由インド太平洋連盟副会長）と、高橋是清（一般社団法人全日本樺太研究会代表理事）の二人がオンラインスピーチを行った。

### 第9回
第9回のフォーラムは2023年12月11日と12日の2日間イタリアのローマ、14日にドイツのベルリンと、合計3日間にわたって開催された。

### 第10回
第10回のフォーラムは2024年4月16日、ワシントンD.C.のジェームズタウン財団において開催された。

### 第11回
第11回のフォーラムは2024年6月14日、リトアニアのビリニュスにおいて開催された。日本からは、第７回フォーラムにも登壇した岡部芳彦（神戸学院大学教授）が登壇した。

### 第12回
第12回のフォーラムは2024年9月18日と19日の2日間、台湾の台北において開催された。18日は公開イベントで、台湾国立政治大学において開催され、日本からは、第7回と第8回フォーラムにも登壇し『やがてロシアの崩壊がはじまる』の著者である石井英俊（インド太平洋人権情報センター代表）と、その妻であり第7回フォーラムでモデレーターを務めた石井陽子（フリーチベット福岡代表）、さらに全日本樺太研究会のメンバーであるJun TanakaとYuta Miyakoshiが登壇した。19日は非公開イベントで討議内容は公開されていないが、李問総統府スポークスマン及び陳冠廷立法委員との写真が公開されている。

### 第13回
第13回のフォーラムは2024年11月19日、カナダのオタワにおいて開催された。

### 第14回
第14回のフォーラムは2024年12月12日と13日の2日間、オーストリアのウィーンにおいて開催された。

### 第15回
第15回のフォーラムは2025年3月19日、ルーマニアのブカレストにおいて開催された。

## 政治的立場
ロシア後の自由な民族フォーラムは自由ロシアフォーラムのような他の反政府派フォーラムに代わる連邦主義者によって作られており、ロシアの緩やかな連邦化や地域連合への解体を促進してきた。 フォーラムのメンバーはウクライナ軍にロシアの少数民族からなる部隊を求める一方、2022年ロシアのウクライナ侵攻におけるウクライナの抵抗をロシア国内の少数派のモデルとして表現している。

## 批判
政治学者のアレクサンドル・キネフは知名度のない分離主義や連邦主義者のフォーラム参加者は国内の雰囲気をあまり知らず、ロシアの敵がロシアの分裂や崩壊を望んでいると定期的に主張しているロシアのプロパガンダへの材料を提供しているに過ぎないという。ロシアの地域主義者で組織の創設者の一人であるヴァディム・シュテパは2022年12月にフォーラムから脱退し、脱帝国化への分析作業を真剣に行っておらず、各地域に実際的な効果のない移民による喧伝で空虚な独立宣言に焦点を当てている「パロディ」であると非難している。
政治家ミハイル・スヴェトフのウェブサイトのSVTVでは、「プーチンでなければ内戦だということを想起させるフォーラム」や「提唱された改革の意味をよく考えずに輪郭図を描いた」とコメントしている。
7月25日にチェチェンの首長のラムザン・カディロフはプラハで開催されたロシア後の自由な民族フォーラムを嘲笑い、国を崩壊させる試みについてのロシア指導部の言葉を確認した偽自由主義者に皮肉の感謝をした。
ロシア後の自由な民族フォーラムは自由ロシア軍団のような他の反プーチン派の団体にも「帝国主義者」とレッテルを張ったことでも批判されている。
マルレーヌ・ラリュエルは政治亡命者の過激な主張とロシア市民の観点を混同すべきでないと書いている。その中には帝国時代からあった反ボリシェビキ国家連合も主張していた「囚われの国の解放」を求めるフォーラムの主張も含まれている。彼女はまた、ロシアの分裂を提唱することは国際的な安全に対して破滅的でロシア社会の中のあらゆる多様性をまとめ上げているものへの理解のなさから生じる誤った戦略であると主張している。

## 参加団体と参加した代表のいる地域
| 連邦構成主体           | 国家構想                               | 団体                                                          | 政治的思想             | 脚注          |
| ---------------------- | -------------------------------------- | ------------------------------------------------------------- | ---------------------- | ------------- |
| アディゲ共和国         | チェルケシア                           |                                                               | 分離主義               | [ 36 ]        |
| アルハンゲリスク州     | ポモーリエ                             | カレリア民族運動の一部派閥の代表者                            | 分離主義               | [ 37 ]        |
| アストラハン州         | （カルムイク共和国への合流）           | オイラート・カルムイク人民会議                                | 分離主義               | [ 38 ] [ 39 ] |
| バシコルトスタン共和国 | バシコルトスタン                       | バシコルト運動、バシコルト民族政治センター                    | 分離主義               | [ 36 ] [ 40 ] |
| ブリヤート共和国       | ブリヤート                             | 自由ブリヤート財団                                            | 連邦主義者             | [ 41 ]        |
| 中央連邦管区           | ザレーシエ                             |                                                               | 分離主義               | [ 42 ]        |
| チェチェン共和国       | チェチェン・イチケリア共和国           | チェチェン・イチケリア共和国亡命政府                          | 分離主義               | [ 36 ]        |
| チュヴァシ共和国       | チュヴァシアまたはヴォルガ・ブルガール | イデル＝ウラル自由運動                                        | 分離主義               | [ 36 ]        |
| 極東連邦管区           | 極東共和国                             |                                                               | 分離主義               | [ 42 ]        |
| イングーシ共和国       | イングーシア                           | イングーシ独立協会                                            | 分離主義               | [ 37 ]        |
| カリーニングラード州   | バルト共和国                           | カリーニングラード公民運動、カリーニングラード共和国運動      | 分離主義               | [ 43 ]        |
| カルムイク共和国       | カルムイク                             | オイラート・カルムイク人民会議                                | 分離主義               | [ 38 ]        |
| カレリア共和国         | カレリア                               | カレリア民族運動                                              | 分離主義               | [ 38 ]        |
| コミ共和国             | コミ                                   |                                                               | 分離主義               | [ 38 ]        |
| クラスノダール地方     | クバン                                 |                                                               | 分離主義               | [ 36 ]        |
| レニングラード州       | イングリア                             | 自由イングリア、境界なきイングリア                            | 連邦主義および分離主義 | [ 41 ] [ 38 ] |
| マリ・エル共和国       | マリ・エル                             | イデル＝ウラル自由運動                                        | 分離主義               | [ 36 ]        |
| モルドヴィア共和国     | エルジャ                               | Erzya National Congress、イデル＝ウラル自由運動               | 分離主義               | [ 38 ]        |
| プスコフ州             | 東クリヴィア                           | クリヴィア・プラットフォーム                                  | 分離主義               | [ 37 ]        |
| ロストフ州             | コサッキア                             |                                                               | 分離主義               | [ 36 ] [ 37 ] |
| サハ共和国             | サハ                                   | 自由ヤクート                                                  | 分離主義               | [ 41 ]        |
| スモレンスク州         | スマランディア                         | スマランディア                                                | 分離主義               | [ 38 ]        |
| シベリア連邦管区       | シベリア                               |                                                               | 分離主義               | [ 36 ]        |
| タタールスタン共和国   | タタールスタン                         | イデル＝ウラル自由運動, 全タタール公民センター, Ittifaq Party | 分離主義               | [ 36 ]        |
| トゥバ共和国           | トゥバ                                 |                                                               | 分離主義               | [ 42 ]        |
| ウドムルト共和国       | ウドムルト                             | イデル＝ウラル自由運動                                        | 分離主義               | [ 42 ]        |
| ウラル連邦管区         | ウラル共和国                           |                                                               | 分離主義               | [ 42 ]        |